# اسکیت نمایشی
اسکیت نمایشی یا پاتیناژ یا یخ‌ماله نمایشی یکی از ورزش‌های المپیک است که در آن افراد به‌طور تکی، دو نفره یا گروهی به اجرای چرخش، پرش و دیگر حرکات چالش‌برانگیز روی یخ می‌پردازند. این ورزش از ورزش‌های رسمی المپیک زمستانی محسوب می‌شود. اتحادیه جهانی اسکیت (ISU) مسؤول برگزاری مسابقات این ورزش و پرورش داوران این رقابت‌ها در کشورهای مختلف می‌باشد. مسابقات این ورزش از سطح مقدماتی و پایه ای تا سطح حرفه‌ای چون مسابقات ملی و بین‌المللی و المپیک برگزار می‌شود.

## رشته‌ها
اسکیت نمایشی شامل رشته‌های فری استایل، سرعتی و نمایشی است.
اولین مسابقات بین المللی روی یخ به‌طور غیررسمی سال ۱۸۸۲ در اتریش برگزار شد و به‌طور رسمی مسابقات جهانی از سال ۱۸۹۶ شروع شد. این ورزش سابقه ۲۵۰ ساله دارد و اواخر قرن هجدهم (۱۷۷۰ میلادی) در اروپا شکل گرفت.
در المپیک زمستانی و مسابقات جهانی چهار رشته وجود دارد:
1. اسکیت انفرادی مردان - از سال ۱۸۹۶ - شامل برنامه کوتاه (از سال ۱۹۷۳) + برنامه بلند (اسکیت آزاد) + برنامه اجباری (سال ۱۹۹۰ حذف شد)
2. اسکیت انفرادی زنان - از سال ۱۹۰۶ - شامل برنامه کوتاه (از سال ۱۹۷۳) + برنامه بلند (اسکیت آزاد)  + برنامه اجباری (سال ۱۹۹۰ حذف شد)
3. اسکیت دونفره (یک مرد + یک زن) - از سال ۱۹۰۸ - شامل برنامه کوتاه (از سال ۱۹۶۳) + برنامه بلند (اسکیت آزاد)
4. دنس دونفره (یک مرد + یک زن) - از سال ۱۹۵۲ - شامل ریتم دنس یا رقص کوتاه (از سال ۲۰۱۱) + فری دنس (از ابتدا) + اورجینال دنس (از ۱۹۶۷ تا ۲۰۱۰ - در مسابقات جهانی از ۱۹۸۳ تا ۲۰۱۰) + رقص اجباری (از ابتدا - در ۲۰۱۰ حذف شد)

- آیس دنس دونفره برگرفته از رقص باله است و حرکاتش با سه رشته دیگر تفاوت زیادی دارد.

سایر رشته ها:
1. اسکیت هماهنگ گروهی - از سال ۲۰۰۰ (مسابقات جهانی جدا دارد)
2. فیگورهای اجباری یا فیگورهای مدرسه ای - در سال ۱۹۹۰ از مسابقات حذف شد

## اسکیت نمایشی در ایران

### اسکیت یخ
پاتیناژ یا اسکیت نمایشی روی یخ قبل از انقلاب مدت کوتاهی در حدود چندسال در چند مکان محدود وجود داشت. بعد از انقلاب و در اواخر سال ۲۰۲۳ اعلام شد که ایران در بازی های آسیایی زمستانی ۲۰۲۵ در این رشته برای اولین بار پس از سال ها شرکت خواهد کرد.

### اسکیت اینلاین
ورزشکارانی از کشور ایران نیز در این رشتهٔ ورزشی موفقیت‌هایی کسب نموده‌اند، از جملهٔ موفقیت‌ها در رقابت‌های اسکیت هنری اپن فرانسه بود که در این دوره از رقابت‌ها، «تمامی» ورزشکاران تیم اعزامی ایران به رقابت‌های اسکیت هنری اپن فرانسه با ثبت عملکردی موفق مدال‌های این دوره از مسابقات را از آن خود کردند. از جمله این مدال‌ها، مدال‌های دختران ایرانی رقابت‌های اسکیت فرانسه، در شهر تولوس فرانسه بود که، در این مسابقات بین‌المللی «مرجان غلامی» و «ستایش طهماسبی فر» در رقابت‌های «اسکیت هنری آزاد» فرانسه مدال نقره و برنز را کسب نمودند؛ و در بخش تیمی نیز تیم رشته هنری گروهی ایران، مقام دوم این دوره از مسابقات را، کسب نمود؛ در این رقابت‌های اسکیت هنری آزاد فرانسه، ۸۶ ورزشکار از کشورهایی همچون فرانسه، رومانی، اسپانیا، ایتالیا و روسیه و کشورِ ایران حضور داشتند. درمسابقات ورلد کاپ پاریس‌‌‌، نیز دختران و پسران ایرانی چندین مدال به به دست آوردند. مها یزدیان و محسن حسینی و مهدی حسینی مدال طلا و تارا محمدی مدال نقره و دنیز تقوایی و مانیا لواسانی و آرمینا خوشدل مدال برنز کسب کردند.

## نگارخانه

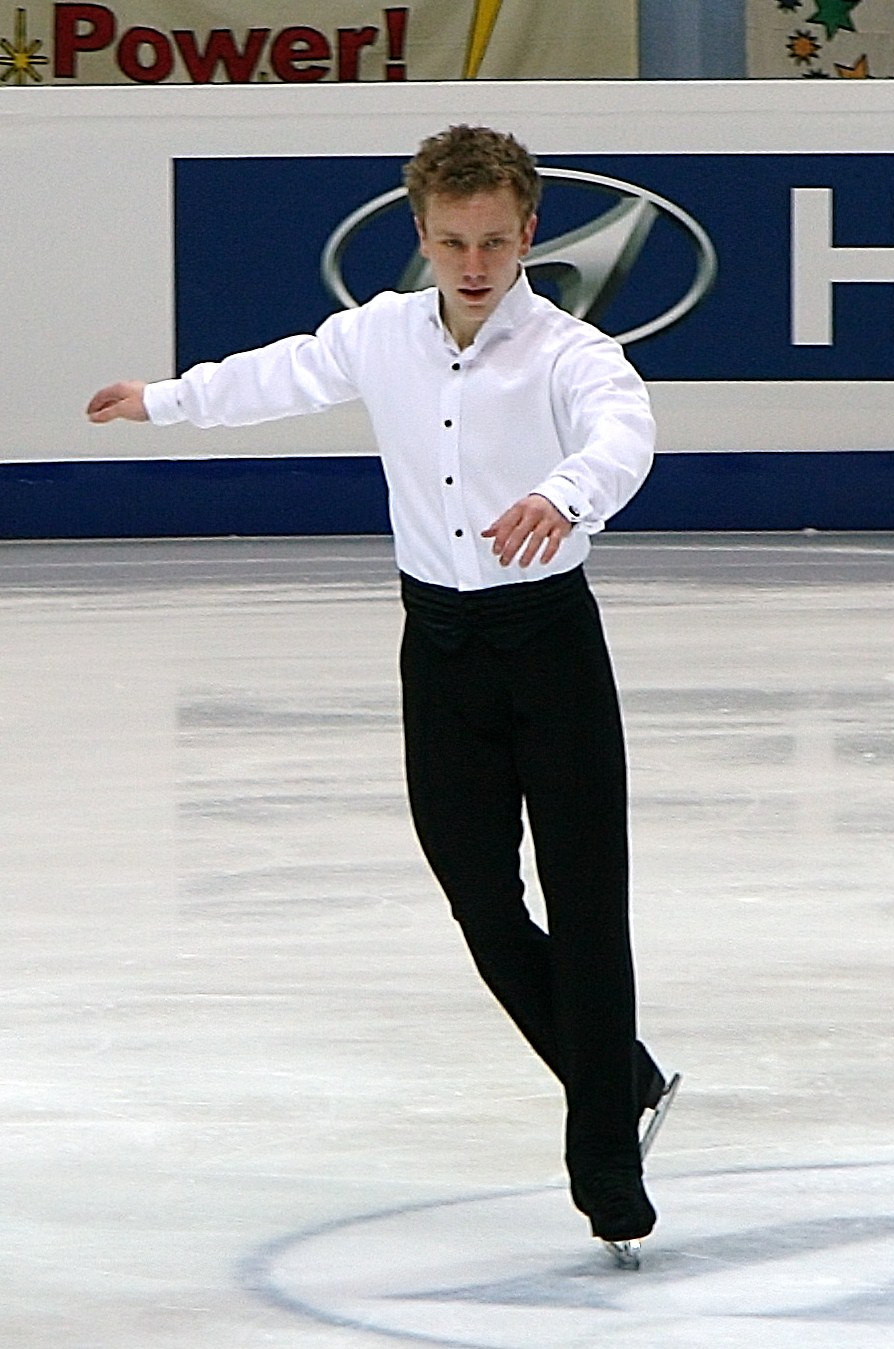
راس مینر-آماده پرش
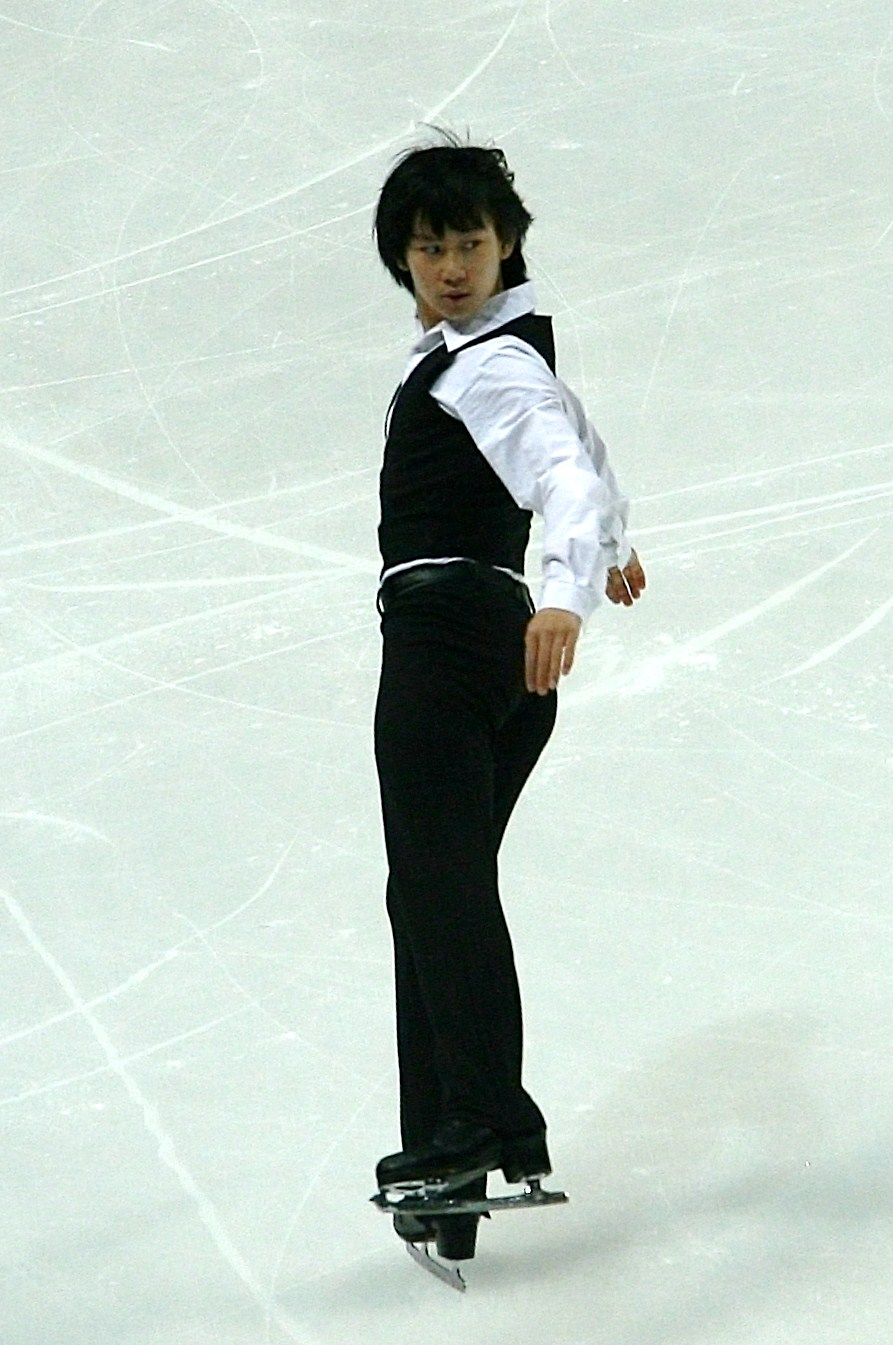
دنیس تن -آماده پرش
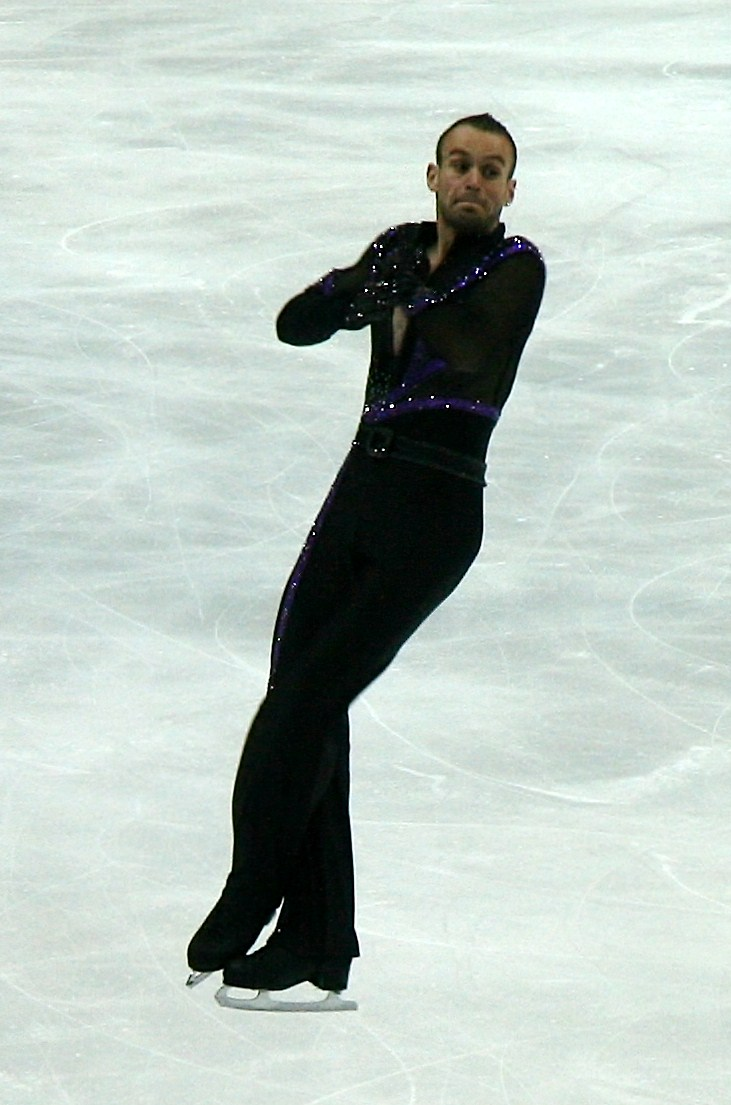
کوین وان-در هوا می‌چرخد
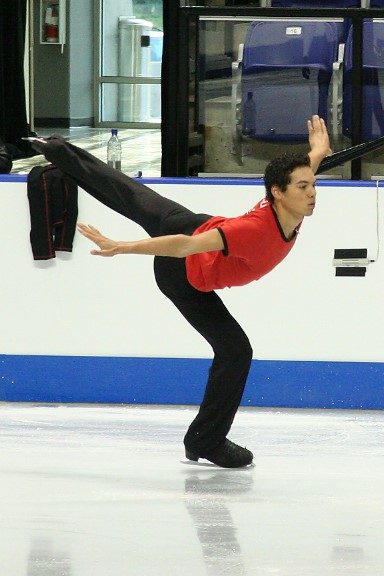
جمال عزیز اوتمن
برندگان مسابقات اسکیت نمایشی پاریس